# Mảnh đời của Huệ
Mảnh đời của Huệ là một bộ phim truyền hình được thực hiện bởi Trung tâm Phim truyền hình Việt Nam, Đài Truyền hình Việt Nam do Phi Tiến Sơn làm đạo diễn. Phim được phóng tác từ tiểu thuyết cùng tên của nhà văn Võ Khắc Nghiêm. Phim phát sóng lần đầu trong Văn nghệ Chủ nhật vào năm 1997 trên kênh VTV3.

## Nội dung
Mảnh đời của Huệ xoay quanh Huệ – một thiếu nữ xinh đẹp từ miền quê Thái Bình ra Cẩm Phả làm nghề mót than. Vì bản tính thật thà, dễ tin người mà cô đã không ít phen bị lừa, trải ba đời chồng nhưng vẫn phải đơn độc nuôi con, cuộc sống khó khăn đã khiến Huệ nhiều lúc phải nghĩ dại vượt biên sang Hồng Kông để kiếm ăn...

## Diễn viên
- Thu Hiền trong vai Huệ
- Đường Minh Giang trong vai Phúc
- Trần Tường trong vai Hải
- Lê Hồ Lan trong vai Lan[5][6]
- Hoàng Thắng trong vai Tư Lẫm[7]
- Kim Xuyến trong vai Tập
- Lê Thu trong vai Tuyết
- Tùng Dương trong vai Long[8]
- Văn Hiệp trong vai Đồng
- Hoàng Lâm trong vai Tuấn
- Hoàng Nhuận Cầm trong vai Nghênh[9]
- Tuyết Hoa trong vai Hiền
- Hồ Tháp trong vai Giám đốc công ty than
- Hồ Quốc Phong trong vai Biền
- Tuyết Liên trong vai Bà hàng nước

Và một số diễn viên khác...

## Ca khúc trong phim
Bà hát trong phim là ca khúc "Huệ trắng" do Tiến Hỷ thể hiện.